# بئاتیفیه

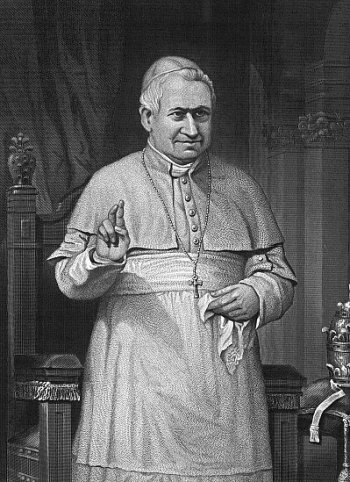
پیوس نهم توسط ژان پل دوم در سال 2000 بئاتیفیه شد

بئاتیفیه (به انگلیسی: beatification) اعلام رسمی ورود شخص مرده به بهشت از جانب کلیسای کاتولیک و توانایی او به شفاعت برای کسانی است که به نام او دعا کنند.